# 罗播乡
罗播乡，是中华人民共和国广西壮族自治区贵港市桂平市下辖的一个乡镇级行政单位。

## 行政区划
罗播乡下辖以下地区：
罗北村、罗西村、罗播村、西村、陈岭村、山背村、承棠村、承禄村、凤镇村、六凤村和万寿村。